# Nicola Vizzoni
Nicola Vizzoni (* 4. November 1973 in Pietrasanta) ist ein italienischer Hammerwerfer.

## Leben
Er feierte seinen größten Erfolg mit dem Gewinn der Silbermedaille im Hammerwurf bei den Olympischen Spielen 2000 in Sydney. Außerdem gewann er 2001 sowohl bei der Universiade in Peking als auch bei den Mittelmeerspielen in Tunis die Goldmedaille.
Weiterhin nahm er an den Olympischen Spielen 2004 in Athen und den Olympischen Spielen 2008 in Peking teil. In Athen belegte er den zehnten Platz, in Peking verpasste er die Finalrunde. Er startete von 1997 bis 2011 bei acht Leichtathletik-Weltmeisterschaften und erreichte dabei dreimal das Finale. Sein bestes Ergebnis erzielte er als Vierter bei den Weltmeisterschaften 2001 in Edmonton. Bei seinen ersten drei Teilnahmen an Leichtathletik-Europameisterschaften ab 1998 kam er nicht über den neunten Platz hinaus, den er 2006 in Göteborg belegte, aber 2010 konnte er in Barcelona die Silbermedaille gewinnen.
Außerdem wurde er elffacher italienischer Meister im Hammerwurf (1998, 2000–2007 und 2009–2010).
Nicola Vizzoni hat bei einer Körpergröße von 1,93 m ein Wettkampfgewicht von 126 kg. Der Linkshänder startet für die G.S. Fiamme Gialle. Im Jahr 2000 wurde ihm der Verdienstorden der Italienischen Republik in der Stufe des Offiziers verliehen.

## Bestleistungen
Hammerwurf: 80,50 m, 14. Juli 2001, Formia